# SJ AB
SJ AB este o societate feroviară de transport de călători din Suedia formată în 2001 ca urmare a divizării întreprinderii de stat Statens Järnvägar în șapte societăți pe acțiuni diferite.
1. ↑   https://www.lobbyfacts.eu/datacard/sj-ab?rid=590857345309-78 Lipsește sau este vid: |title= (ajutor)